# Cipreses (Costa Rica)
Cipreses es el cuarto distrito del cantón de Oreamuno, en la provincia de Cartago, de Costa Rica.

## Historia
Cipreses de San Rafael, estaba ubicada donde hoy día es Oratorio.
Los primeros habitantes que migraron hacia Cipreses eran oriundos de Cartago, huyendo asustados, debido a un rumor de un nuevo terremoto, puesto que ya había ocurrido uno en 1841; posteriormente entre 1856 y 1857 algunas personas se trasladaron a esta zona, temiendo la epidemia del cólera.
Los primeros pobladores de esta región fueron, Corisanto Montenegro Cerdas, Paola Cerdas, Ignacio Zeledón, Manuel Sanabria, Manuela Sanabria, José Molina y Antonio Ramírez, además de Raimundo Oreamuno y Manuel Brenes.
Al inicio tuvieron que abrir camino, quitando la maleza y árboles para empezar a sembrar la tierra, esto les serviría de alimento para sus familias.
Para cocinar utilizaban fogones hechos de barro o piedra, para lavar iban a una paja de agua o zanja que pasaba por el centro del naciente pueblo. El agua venía de lo alto de la montaña, donde se le conocía como Aguas Frías (hoy Plantón).
Con esta zanja de agua, se tenían muchos problemas, ya sea, porque en verano se secaba, o porque otras personas más arriba desviaban el cauce. Esto ocasionó que algunas personas buscaran otros lugares donde hubiese agua.
Algunas de ellas se trasladaron a un lugar llamado Ojo de Agua, a un kilómetro y medio de Cipreses de San Rafael (Oratorio), hacia el oeste, los primeros pobladores de esta región fueron: Benito Marín, Marcos Sánchez, José Gutiérrez, Ramón Quirós, Nicolás Granados, Ignacio Montenegro, Alejandro Sánchez y Rafaela Gutiérrez, entre otros, ellos empezaron a llevar a esta nueva zona alrededor de 1900.
A este sitio se le conocía como Ojo de Agua, porque ahí existe aún hoy día una naciente de agua, la cual se ubica en un terreno del señor Edwin Coto. A este sitio se le cambió varias veces el nombre, se llamó Los Cipreses, debido a la cantidad de árboles de esta especie en la zona, posteriormente la misma gente fue cambiándole el nombre a Cipreses, pero se le conocía como Cipreses Abajo, para no confundirlo con Cipreses de San Rafael, o Cipreses de Arriba.
Al final, Cipreses de Abajo, se quedó con el nombre de Cipreses de Oreamuno, y Cipreses de San Rafael o Cipreses de Arriba, se le cambió el nombre a Oratorio.
El distrito de Cipreses, es el cuarto del cantón de Oreamuno, mediante ley #68 del 17 de agosto de 1914, al declararse a Oreamuno cantón séptimo de la provincia de Cartago.
Hasta el año 1938 el distrito de Santa Rosa perteneció al distrito de Cipreses.

## Ubicación
El distrito limita al norte con el distrito de Santa Rosa, al oeste con el distrito de Cot, ambos de Oreamuno, al este con el cantón de Alvarado y al sur con el cantón de Paraíso, todos en la provincia de Cartago.

## Geografía
Cipreses cuenta con un área de 9,37 km² y una altitud media de 1700 m s. n. m.
La anchura máxima es de cuatro kilómetros, en dirección noreste y suroeste, y cuatro kilómetros de este a oeste, desde Platanillal (norte) al cementerio de La Puente (sur) y de Presidio (noreste) a Paso Ancho (sureste).

## Demografía
Para el año 2022, Cipreses cuenta con una población estimada de 4287 habitantes, y para el último censo efectuado, en 2011, Cipreses contaba con una población de 3700 habitantes.

## Localidades
- Poblados: Aguas (parte), Barrionuevo, Boquerón, Capira, Oratorio.

## Economía
Su actividad económica se basa en la agricultura, con la siembra y comercialización de hortalizas tales como papas, cebollas, zanahorias, yucas y lechugas, entre otras, adicionalmente produce leche y sus derivados como natilla, yogur y quesos, así como la producción y venta de minivegetales.

## Transporte

### Carreteras
Al distrito lo atraviesan las siguientes rutas nacionales de carretera:
- Ruta nacional 230